# Metallidascillus wakaharai
Metallidascillus wakaharai is een keversoort uit de familie withaarkevers (Dascillidae). De wetenschappelijke naam van de soort is voor het eerst geldig gepubliceerd in 2003 door Satô.